# Cinto erniario
Il cinto erniario è un apparecchio ortopedico, composto da cintura e cuscinetti.
È utilizzato in modo proprio per contenere le ernie addominali. I cuscinetti si appoggiano nel punto in cui si verifica la fuoriuscita dell'ernia e la contengono. Se ne consiglia l'uso nel caso in cui il paziente non sia in condizioni di subire un intervento chirurgico in brevi termini. Il cinto erniario non ha una funzione terapeutica ma soltanto palliativa.
La continua compressione è certamente dannosa e a lungo andare potrebbe verificarsi la formazione di aderenze che potrebbero compromettere un eventuale intervento.